# Gene Vincent and the Blue Caps
| Recensione | Giudizio |
| ---------- | -------- |
| AllMusic   | [ 2 ]    |

Gene Vincent and the Blue Caps è il secondo album discografico a nome di Gene Vincent and His Blue Caps, pubblicato dalla casa discografica Capitol Records nel marzo del 1957.

## Tracce

### LP
Lato A
1. Red Blue Jeans and a Pony Tail – 2:14 (Jack Rhodes, Bill "Tex" Davis) – Registrato il 18 ottobre 1956 al Music City Recording, Nashville, Tennessee
2. Hold Me, Hug Me, Rock Me – 2:16 (Gene Vincent, Bill "Tex" Davis) – Registrato il 16 ottobre 1956 al Music City Recording, Nashville, Tennessee
3. Unchained Melody – 2:37 (Hy Zaret, Alex North) – Registrato il 16 ottobre 1956 al Music City Recording, Nashville, Tennessee
4. You Told a Fib – 2:20 (Cliff Gallup, Gene Vincent) – Registrato il 27 giugno 1956 al Music City Recording, Nashville, Tennessee
5. Cat Man – 2:18 (Gene Vincent, Bill "Tex" Davis) – Registrato il 15 ottobre 1956 al Music City Recording, Nashville, Tennessee
6. You Better Believe – 2:00 (Cliff Gallup, Bill "Tex" Davis) – Registrato il 18 ottobre 1956 al Music City Recording, Nashville, Tennessee

Lato B
1. Cruisin' – 2:11 (Gene Vincent, Bill "Tex" Davis) – Registrato il 17 ottobre 1956 al Music City Recording, Nashville, Tennessee
2. Double Talkin' Baby – 2:12 (Danny Wolfe) – Registrato il 16 ottobre 1956 al Music City Recording, Nashville, Tennessee
3. Blues Stay Away from Me – 2:14 (Alton Delmore, Rabon Delmore, Wayne Raney, Henry Glover) – Registrato il 15 ottobre 1956 al Music City Recording, Nashville, Tennessee
4. Pink Thunderbird – 2:31 (Paul Peek, Bill "Tex" Davis) – Registrato il 17 ottobre 1956 al Music City Recording, Nashville, Tennessee
5. I Sure Miss You – 2:36 (Sheriff Tex Davis, Eddie Bryan) – Registrato il 4 maggio 1956 al Music City Recordings di Nashville, Tennessee
6. Pretty, Pretty Baby – 2:25 (Danny Wolfe) – Registrato il 17 ottobre 1956 al Music City Recording, Nashville, Tennessee

### CD
Edizione CD del 2002, pubblicato dalla Capitol Records (72435-40684-2-3)
1. Red Blue Jeans and a Pony Tail (Jack Rhodes, Bill "Tex" Davis)
2. Hold Me, Hug Me, Rock Me (Gene Vincent, Bill "Tex" Davis)
3. Unchained Melody (Alex North, Hy Zaret)
4. You Told a Fib (Cliff Gallup, Gene Vincent)
5. Cat Man (Gene Vincent, Bill "Tex" Davis)
6. You Better Believe (Cliff Gallup, Bill "Tex" Davis)
7. Cruisin' (Gene Vincent, Bill "Tex" Davis)
8. Double Talkin' Baby (Danny Wolfe)
9. Blues Stay Away from Me (Alton Delmore, Rabon Delmore, Wayne Raney, Henry Glover)
10. Pink Thunderbird (Paul Peek, Bill "Tex" Davis)
11. I Sure Miss You (Sheriff Tex Davis, Eddie Bryan)
12. Pretty, Pretty Baby (Danny Wolfe)
13. Important Words (Version One) (Gene Vincent, Bill "Tex" Davis) – Traccia bonus
14. B-I-Bickey-Bi, Bo-Bo-Go (Don Carter, Dub Nails, Jack Rhodes) – Traccia bonus
15. Five Days, Five Days (Jack Rhodes, Wiley, Franks) – Traccia bonus
16. Teenager Partner (Version One) (Gene Vincent, Bill "Tex" Davis) – Traccia bonus
17. Five Feet of Lovin' (Version One) (Buck Peddy, Melvin Tillis) – Traccia bonus

## Musicisti
Red Blue Jeans and a Pony Tail / You Better Believe / Five Days, Five Days / Important Words
- Gene Vincent - voce
- Cliff Gallup - chitarra
- Paul Peek - chitarra
- Jack Neal - contrabbasso
- Dick Harrell - batteria
- The Jordanaires (gruppo vocale) - accompagnamento vocale-cori (brani: You Better Believe, Five Days, Five Days e Important Words)
- Ken Nelson - produttore

Hold Me, Hug Me, Rock Me / Unchained Melody / Double Talkin' Baby
- Gene Vincent - voce
- Cliff Gallup - chitarra
- Paul Peek - chitarra
- Jack Neal - contrabbasso
- Dick Harrell - batteria
- Ken Nelson - produttore

You Told a Fib
- Gene Vincent - voce
- Cliff Gallup - chitarra solista
- Willie Williams - chitarra ritmica
- Jack Neal - contrabbasso
- Dick Harrell - batteria
- Ken Nelson - produttore

Cat Man / Blues Stay Away from Me / Teenager Partner / Five Feet of Lovin'
- Gene Vincent - voce
- Cliff Gallup - chitarra
- Paul Peek - chitarra
- Jack Neal - contrabbasso
- Dick Harrell - batteria
- Ken Nelson - produttore

Cruisin' / Pink Thunderbird / Pretty, Pretty Baby / B-I-Bickey-Bi, Bo-Bo-Go
- Gene Vincent - voce
- Cliff Gallup - chitarra
- Paul Peek - chitarra
- Jack Neal - contrabbasso
- Dick Harrell - batteria
- Ken Nelson - produttore

I Sure Miss You
- Gene Vincent - voce
- Cliff Gallup - chitarra solista
- Willie Williams - chitarra ritmica
- Jack Neal - contrabbasso
- Dick Harrell - batteria[3]